# Polymerus basalis
Polymerus basalis är en insektsart som först beskrevs av Reuter 1876.  Polymerus basalis ingår i släktet Polymerus och familjen ängsskinnbaggar.

## Underarter
Arten delas in i följande underarter:
- P. b. basalis
- P. b. fuscatus